# Deu pra Ti Anos 70
Deu pra ti anos 70 é um filme brasileiro, rodado em super-8 em 1981 na cidade de Porto Alegre. Foi dirigido por Giba Assis Brasil e Nelson Nadotti e distribuído pela Casa de Cinema de Porto Alegre.
Conta a história dos encontros e desencontros de Marcelo e Ceres através da década de 1970, em bares, reuniões dançantes e acampamentos.
Tem a participação especial de artistas que viriam a ser importantes na cena musical gaúcha, como Nei Lisboa, Júlio Reny, Augusto Licks, Wander Wildner e Carlos Gerbase . Foi o primeiro filme do ator gaúcho Werner Schünemann.

## Críticas
"É impossível deixar de vibrar com os adolescentes que aparecem na tela, com seus sonhos, suas desilusões, seus dramas - e a sua cômica simplicidade (uma coisa ao gênero de, digamos, O VERÃO DE 42 ou AMERICAN GRAFITTI). Mais: é um filme sobre Porto Alegre, sobre o Rio Grande, nossa gente, nossa gíria. E isto, numa cidade e num estado que simplesmente não conseguem preservar seus valores culturais, é da maior importância." (Moacyr Scliar em Zero Hora) 
"DEU PRA TI ANOS 70 constitui experiência singular na história do cinema brasileiro. É um dos melhores momentos de nossa produção juvenil. (...) Em torno de Marcelo e Ceres, amigos que se amam em silêncio, gravitam jovens que torcem pelo Inter (o filme abre-se em festa comemorativa do tricampeonato colorado - 1969/71), falam de sexo, freqüentam festinhas (cheias de bocomocos, gíria da época) e praias pouco ensolaradas para nossos padrões, preparam-se para o vestibular. (...) Ver o filme, com sua narrativa fragmentada, emotiva e sincera, é reencontrar atores e técnicos que povoaram os créditos dos filmes gaúchos nos anos 80 e 90." (Maria do Rosário Caetano em O Estado de S. Paulo 

## Trilha Sonora
Nei Lisboa e Augusto Licks[carece de fontes?]
"Delírio 32",
"Do lado do avesso",
"Nessa cidade",
"Sumir do cais",
"Ano que vem",
"Balada pra Margarete",
"Maio",
"Doody 2",
"A Tribo toda em dia de festa".

## Prêmios
- 5º Festival Nacional de Cinema Super 8, Gramado, 1981: Melhor Filme.[8]
- 7º Super Festival Nacional de Cinema Super 8 do Grife, São Paulo, 1981: Hors Concours.[carece de fontes?]